# Lieder eines fahrenden Gesellen
Die Lieder eines fahrenden Gesellen sind Gustav Mahlers erster Liederzyklus, den er zwischen 1884 und 1885 komponierte, zunächst mit Klavierbegleitung. Erst später (etwa 1893–1896) orchestrierte er die Lieder. Die Uraufführung unter Mahlers Leitung erfolgte in Berlin am 16. März 1896 mit dem Berliner Philharmonischen Orchester und dem Bariton Anton Sistermans als Solisten.

## Entstehung

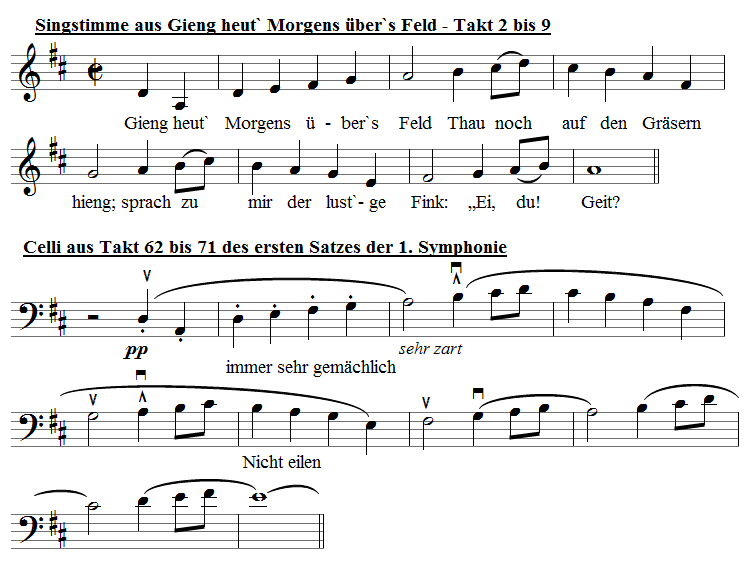
Identisches Thema in Mahlers 1. Sinfonie und im zweiten Lied der Lieder eines fahrenden Gesellen

Der Liedzyklus entstand 1883–85, als Gustav Mahler in Kassel Chorleiter und Kapellmeister war und die Sopranistin Johanna Richter kennenlernte. Mahler verliebte sich leidenschaftlich in die junge Sängerin, da Johanna aber seine Liebe nicht erwiderte, scheiterte die Beziehung.
Aus dieser Situation heraus schuf Mahler in der Zeit von 1884 bis 1885 die Lieder eines fahrenden Gesellen, in denen er vier Gedichte vertonte, die er für die Geliebte verfasst hatte. Ein Teil des Textes zu dem ersten Lied Wenn mein Schatz Hochzeit macht findet sich jedoch auch in der Sammlung Des Knaben Wunderhorn.

## Orchesterbesetzung
2 Flöten, Piccoloflöte (auch 3. Flöte), 2 Oboen (beide auch Englischhorn), 2 Klarinetten in B, Bassklarinette in B, 2 Fagotte, 4 Hörner, 2 Trompeten, 3 Posaunen, Pauken, Schlagzeug, (Große Trommel, Becken, Triangel, Glockenspiel, Tamtam), Harfe, Streicher, Singstimme: Bariton.
Arnold Schönberg bearbeitete die Lieder 1920 für Salonorchester (Flöte, Klarinette, Harmonium, Klavier, Schlagwerk, Streichquintett).

## Aufbau und Tonarten
Der Zyklus besteht aus vier Liedern:
- Wenn mein Schatz Hochzeit macht
- Ging heut’ morgen über’s Feld
- Ich hab’ ein glühend Messer
- Die zwei blauen Augen von meinem Schatz

Diese sind tonartlich folgendermaßen verfasst: 
- Wenn mein Schatz Hochzeit macht beginnt in d-Moll und endet in g-Moll.
- Ging heut’ morgen über’s Feld startet in D-Dur und führt über H-Dur nach Fis-Dur.
- Ich hab’ ein glühend Messer führt über d-Moll chromatisch aufsteigend nach es-Moll.
- Die zwei blauen Augen von meinem Schatz steht zu Anfang in e-Moll und wendet sich im zweiten Teil nach F-Dur, endet jedoch in f-Moll.

## Interpretationen und Beziehung zu anderen Werken
Die Lieder schildern die Gedanken eines Gesellen, der in der Zeit seiner Wanderschaft zugleich versucht, eine unglückliche Liebschaft zu verarbeiten. Das Sujet des Liederzyklus weist insoweit Ähnlichkeiten mit Franz Schuberts Zyklen Die schöne Müllerin und Winterreise auf, die vom Komponisten beabsichtigt sind.
Der Liederzyklus steht in engem inhaltlichen Zusammenhang zu der wenig später entstandenen 1. Sinfonie Mahlers: das Hauptthema des 1. Satzes (Takt 62 bis 71 in den Celli) ist identisch mit dem Thema des Lieds Ging heut’ morgen über’s Feld (Takt 2 bis 9 der Gesangsstimme), und das Trio des 3. Satzes ist der „Lindenbaum“-Passage (3. Strophe) von Die zwei blauen Augen entlehnt.

### Weltendualismus
Nach dem Musikwissenschaftler Peter Revers zeigt Mahler in seinen Liedern zwei gegensätzliche Welten, nämlich die reale Welt und eine Traumwelt. Die reale Welt stellt Gustav Mahler als leiderfüllte Realität dar, in der er seinen seelischen Schmerz zum Ausdruck bringt. Dies zeigt sich im dritten Lied dieses Zyklus sehr deutlich. Kontrastierend hierzu stellt sich eine Traumwelt, die Gustav Mahler als musikalischen Raum zur imaginären Erfüllung seiner Sehnsüchte nutzt. Die Traumwelt lässt sich im zweiten und vierten Lied erkennen. Peter Revers bezeichnete die Traumwelt jedoch auch als emotionale Sackgasse, da Gustav Mahler durch sie nicht glücklich werden konnte.

### Mahlers Klänge
Nach dem Musikwissenschaftler Hubert Wißkirchen zeigt Gustav Mahler in seinen Liedern drei verschiedene Klangtypen, nämlich:
- Zivilisationslaute wie Trommelwirbel, Marschpunktierungen und Molltonarten; Die Zivilisationslaute zeigen Mahlers reale Welt und drücken sein Leid aus.
- Naturlaute wie Naturklangnachahmungen, Naturtöne und Durtonarten; Mit den Naturlauten unterstreicht Gustav Mahler die Ästhetik seiner Traumwelt und baut dadurch einen Locus amoenus auf.
- Kunstlaute wie Chromatismen, Dissonanzen und Dur-Moll-Wechsel; Damit beschreibt Gustav Mahler seine Gefühlswelt. Oft werden die Kunstlaute auch benutzt, um von der einen in die andere Welt überzugehen.

## Die vier Lieder

### I - „Wenn mein Schatz Hochzeit macht“
Wenn mein Schatz Hochzeit macht,

Fröhliche Hochzeit macht,

Hab' ich meinen traurigen Tag!

Geh' ich in mein Kämmerlein,

Dunkles Kämmerlein,

Weine, wein' um meinen Schatz,

Um meinen lieben Schatz!

Blümlein blau! Verdorre nicht!

Vöglein süß!

Du singst auf grüner Heide.

Ach, wie ist die Welt so schön!

Ziküth! Ziküth!

Singet nicht! Blühet nicht!

Lenz ist ja vorbei!

Alles Singen ist nun aus!

Des Abends, wenn ich schlafen geh',

Denk'ich an mein Leide!

An mein Leide!

Dieser erste Satz ist musikalisch nach dem Schema A – B – A′ eines in allen Aspekten stark kontrastierenden A- und B-Teils angelegt. Wie häufig in Mahlers Liedern beruht der musikalische Gegensatz zwischen A und B auf der Gegenüberstellung von Leid und Trauer angesichts der eigenen realen Befindlichkeit und dem erträumten stärker erfüllten Dasein.
Die anfängliche Gesangslinie des A-Teils im 2/4-Takt ist durch das im weiteren Verlauf häufig wiederkehrende Wechselmotiv (a – g – f – g – a) in Achteln sowie den aufwärts gerichteten Quartsprung (a – d) gekennzeichnet. Harmonisch überwiegen unalterierte Moll-Akkorde der funktionstheoretisch zugehörigen Tonart. Irriterend bzw. ironisch in Bezug auf die im Text benannte Hochzeit anspielend wirkt im Rahmen des vorherrschenden Moll und den getragenen und unrhythmisch gestalteten Streicherklang ein immer wieder einfallendes kurzes in Terzen primär von den Holzbläsern getragenes, in Sechzehnteln abwechselnd aber auch zusammen mit der Gesangslinie vorgetragenes Dur-Motiv (Takt 1–4, 8–13, 17–21 usw.). Relevant und deutlich spürbar ist auch der Wechsel zwischen zweiteiligem (4/8 bzw. 2/4) und dreiteilig empfundenem (3/8 bzw. 6/8) Metrum. Dieser Wechsel tritt schon in der instrumentalen Einleitung (Takt 1 bis 4) und auch im weiteren Verlauf des Stückes wiederholt (z. B. in Takt 39 und 44) und auch in den letzten sieben Takten auf. Dieser Wechsel kann nach Peter Revers auch als Gegensatz des durch die Heirat bedingten Glücks der Geliebten zum gerade daraus resultierenden eigenen Schmerz aufgefasst werden.
Der weite Verlauf des A-Teils ist durch diatonische Abstiege (Takt 14 bis 28) und das nun mehrmals abwärts transponierte Wechselmotiv (Takt 26 bis 33) geprägt. Ab „Geh ich in mein Kämmerlein“ (Takt 22) und spätestens ab „Weine, Wein’“ (Takt 30) ergeben sich mit einer stärker alterierten Harmonik und Chromatik Assoziationen an Richard Wagners Werk.
Der B-Teil (Takt 44 bis 56) im 6/8-Takt hebt sich vom A-Teil mit einer abwechselnd in Viertel und Achteln primär in Dur gehaltenen fast nur auf Sekundschritten aufbauenden Melodie ab. Schnelle Läufe der Streicher in hoher Lage, Sechzehnteleinwürfe der Oboen und Klarinetten in selbiger, sowie Triller der ersten Violine unterstützen den unbeschwerten Charakter der wenigen Takte.
Der Teil A′ (Takt 57 bis Ende) bringt die aus A bekannten Motive in verkürzter, reprisenartiger Form.

### II - „Ging heut’ Morgen über’s Feld“
Der zweite Satz, „Ging heut’ Morgen über’s Feld“, enthält die heitere Musik des Werkes. Der Text jubelt über die Schönheit der Natur im Kleinen, etwa im Gesang der Vögel und in den Tautropfen im Gras. „Wird’s nicht eine schöne Welt?“, so lautet der Refrain.
Jedoch, der fahrende Geselle wird am Ende daran erinnert, dass  trotz aller Schönheit der Natur sein Glück schließlich mit seiner Liebe verblüht ist.  
Der Satz ist delikat orchestriert, indem besonders hohe Streicher-,  Querflöten- und Triangelklänge eingesetzt werden. Die Melodie dieses Satzes sowie ein großer Teil der Orchestrierung werden als Hauptthema des 1. Satzes von Mahlers Erster Sinfonie benutzt.
Ging heut’ Morgen über’s Feld,

Tau noch auf den Gräsern hing;

Sprach zu mir der lust’ge Fink:

„Ei du! Gelt? Guten Morgen! Ei gelt?

Du! Wird’s nicht eine schöne Welt?

Zink! Zink! Schön und flink!

Wie mir doch die Welt gefällt!“

Auch die Glockenblum’ am Feld

Hat mir lustig, guter Ding’,

Mit den Glöckchen, klinge, kling,

Ihren Morgengruß geschellt:

„Wird’s nicht eine schöne Welt?

Kling, kling! Schönes Ding!

Wie mir doch die Welt gefällt! Heia!“

Und da fing im Sonnenschein

Gleich die Welt zu funkeln an;

Alles Ton und Farbe gewann

Im Sonnenschein!

Blum’ und Vogel, groß und Klein!

„Guten Tag, ist’s nicht eine schöne Welt?

Ei du, gelt? Schöne Welt!“

Nun fängt auch mein Glück wohl an?

Nein, nein, das ich mein’,

Mir nimmer blühen kann!

### III - „Ich hab' ein glühend Messer“
Der dritte Satz ist ein Ausdruck von Verzweiflung. Mit den Worten „Ich hab' ein glühend Messer in meiner Brust“ vergleicht der fahrende Gesell den Verlust seiner Liebe mit einem Messer, das seine Brust durchbohrt. Ein immer wiederkehrendes Motiv ist das klagende „O weh!“.
Die Musik ist voller Spannung und starker Bewegung.

Ich hab' ein glühend Messer,

Ein Messer in meiner Brust,

O weh! Das schneid't so tief

in jede Freud' und jede Lust.

Ach, was ist das für ein böser Gast!

Nimmer hält er Ruh',

nimmer hält er Rast,

Nicht bei Tag, noch bei Nacht,

wenn ich schlief!

O weh!

Wenn ich den Himmel seh',

Seh'ich zwei blaue Augen stehn!

O weh! Wenn ich im gelben Felde geh',

Seh'ich von fern das blonde Haar

Im Winde weh'n!

O weh!

Wenn ich aus dem Traum auffahr'

Und höre klingen ihr silbern Lachen,

O weh!

Ich wollt', ich läg auf der

Schwarzen Bahr',

Könnt' nimmer die Augen aufmachen!

### IV - „Die zwei blauen Augen von meinem Schatz“
Der Schlusssatz kulminiert in einer Art „Auflösung“. Die schwermütige Musik wird im 3. Satz (Trauermarsch) der 1. Sinfonie wiederbenutzt. Sie ist geheimnisvoll, lyrisch und verschlossen. In den Harmonien erinnert sie oft an einen  Choral. Der fahrende Geselle beschreibt, wie er unter  einem Lindenbaum von den Blüten bedeckt wird, einschläft und zum ersten Mal zur Ruhe kommt, „Lieb und Leid und Welt und Traum“. 
Das erinnert an Schuberts Lied  Der Lindenbaum in dessen Liederzyklus Winterreise.
Mahlers Gedicht ist:

Die zwei blauen Augen von meinem Schatz,

Die haben mich in die weite Welt geschickt.

Da mußt ich Abschied nehmen vom allerliebsten Platz!

O Augen blau, warum habt ihr mich angeblickt?

Nun hab' ich ewig Leid und Grämen!

Ich bin ausgegangen in stiller Nacht

wohl über die dunkle Heide.

Hat mir niemand Ade gesagt

Ade!

Mein Gesell' war Lieb und Leide!

Auf der Straße steht ein Lindenbaum,

Da hab' ich zum ersten Mal im Schlaf geruht!

Unter dem Lindenbaum,

Der hat seine Blüten über mich geschneit,

Da wußt' ich nicht, wie das Leben tut,

War alles, alles wieder gut!

Alles! Alles, Lieb und Leid

Und Welt und Traum!